# Cuatresia cuneata
Cuatresia cuneata là loài thực vật có hoa trong họ Cà. Loài này được (Standl.) Sousa-Peña mô tả khoa học đầu tiên.